# 日本糖尿病学会
一般社団法人日本糖尿病学会（にっぽんとうにょうびょうがっかい、英語: The Japan Diabetes Society）は、日本の糖尿病の分析と、その予防、及びその予防医学を研究することを目的として運営されている社団法人である。
1958年に任意団体で設立。戦後すぐはまだ糖尿病という疾病への意識・注目がされていなかったが、先人たちが将来の経済の発展と生活習慣の変化から糖尿病が増えると予見し、欧米の研究を踏まえ、日本における糖尿病の予防と、その予防医学を研究することと、糖尿病に対する一般市民への正しい認識をアピールすることを念頭に設立される。1985年、社団法人化。2012年公益法人改革により一般社団法人となる。会員数は糖尿病医学専門の医者・学者ら17000人を超える。
分科会として、「日本糖尿病性合併症学会」というのがある。1987年に「日本糖尿病合併症研究会」として設立し、1998年に日本糖尿病学会の分科会に指定された。